# Волув
Волув (пол. Wołów, нем. Wohlau) — город в Польше, входит в Нижнесилезское воеводство, Волувский повят. Имеет статус городско-сельской гмины.

## Галерея

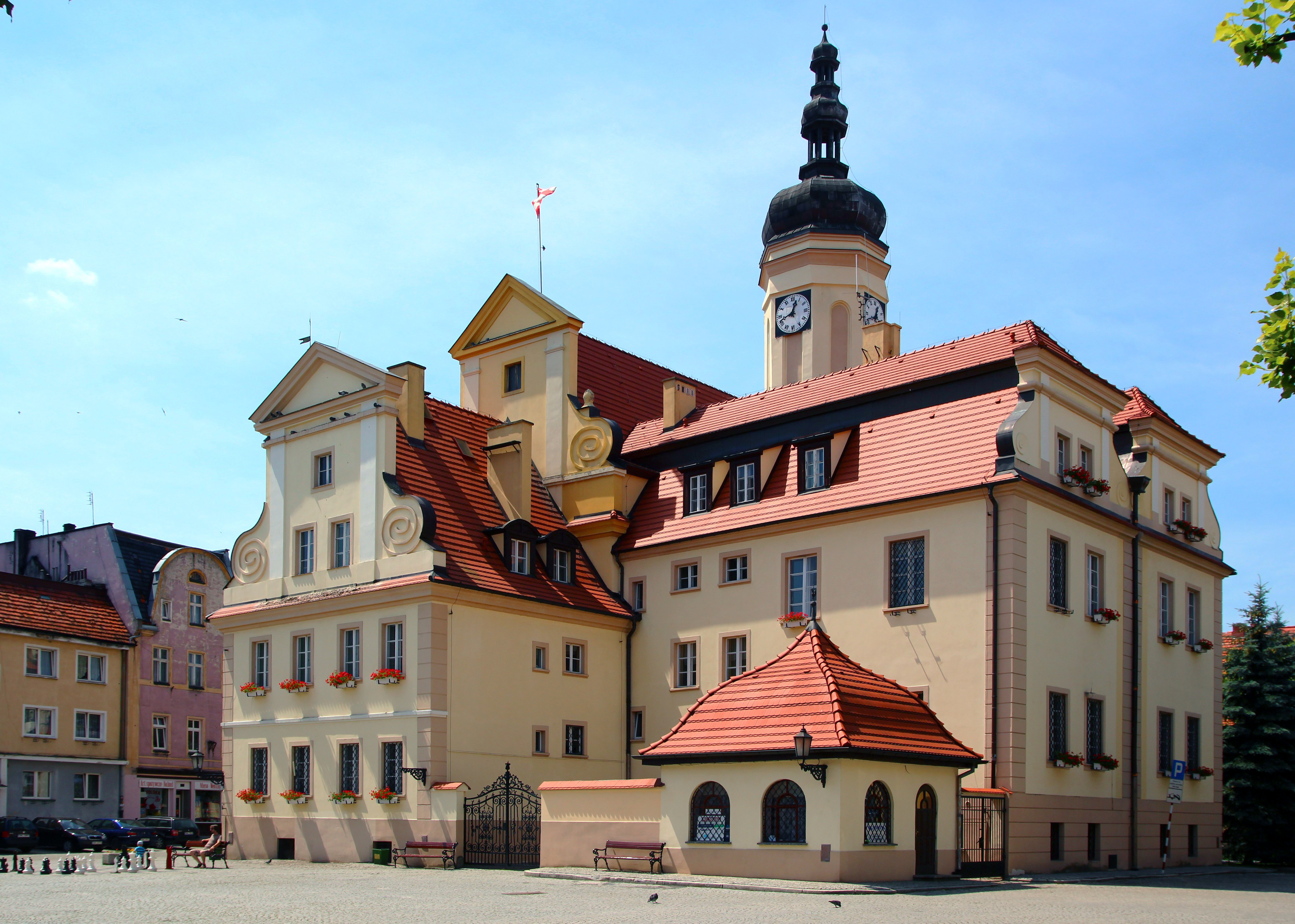
Ратуша
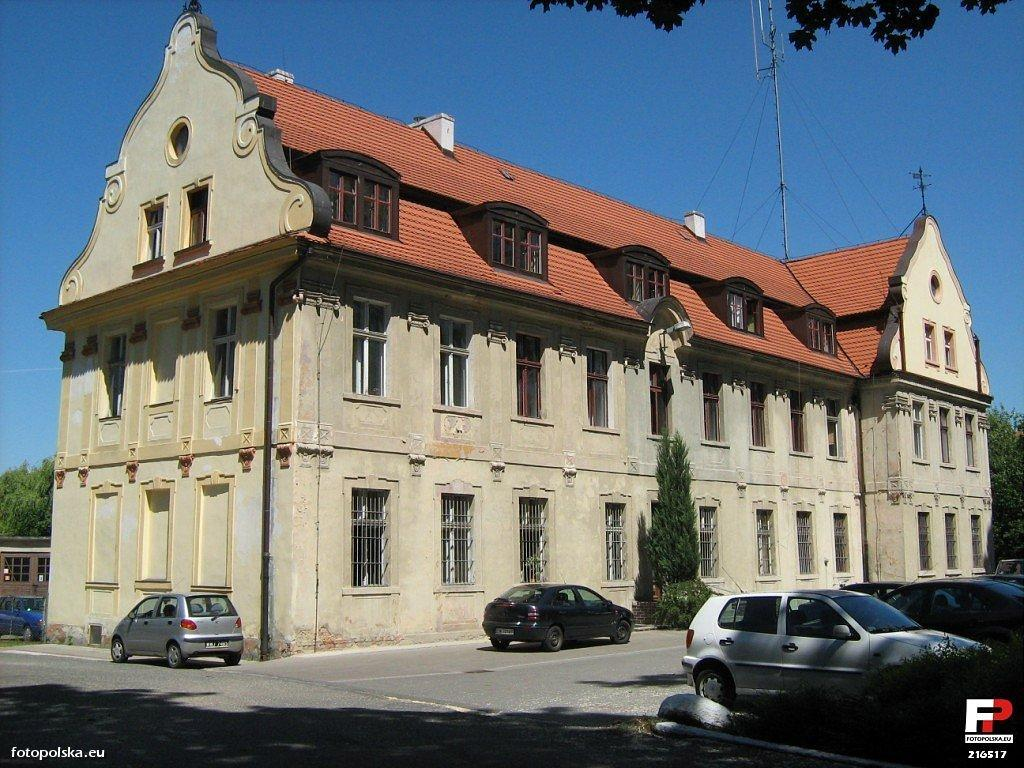
Полицейское управление
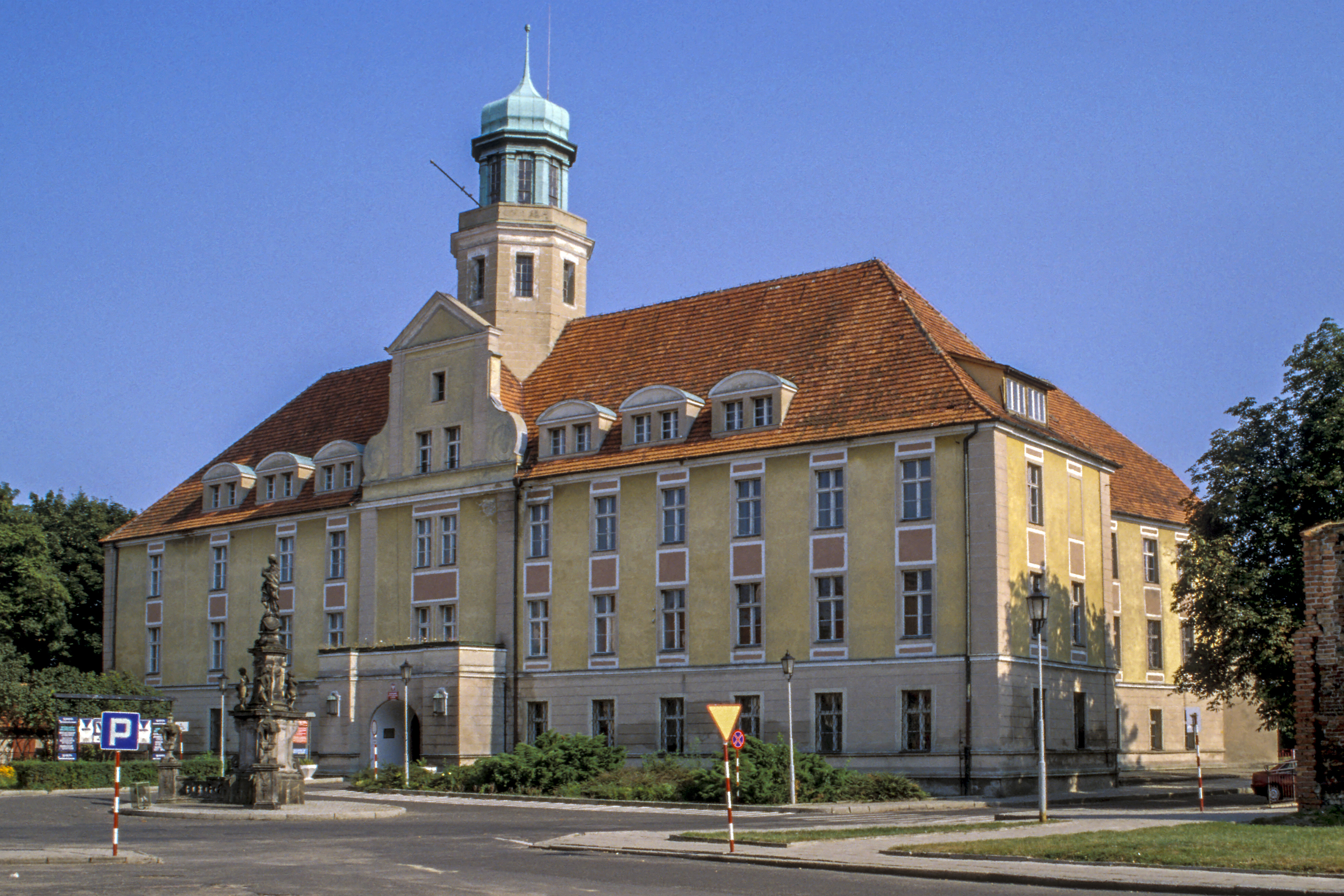
Дворец
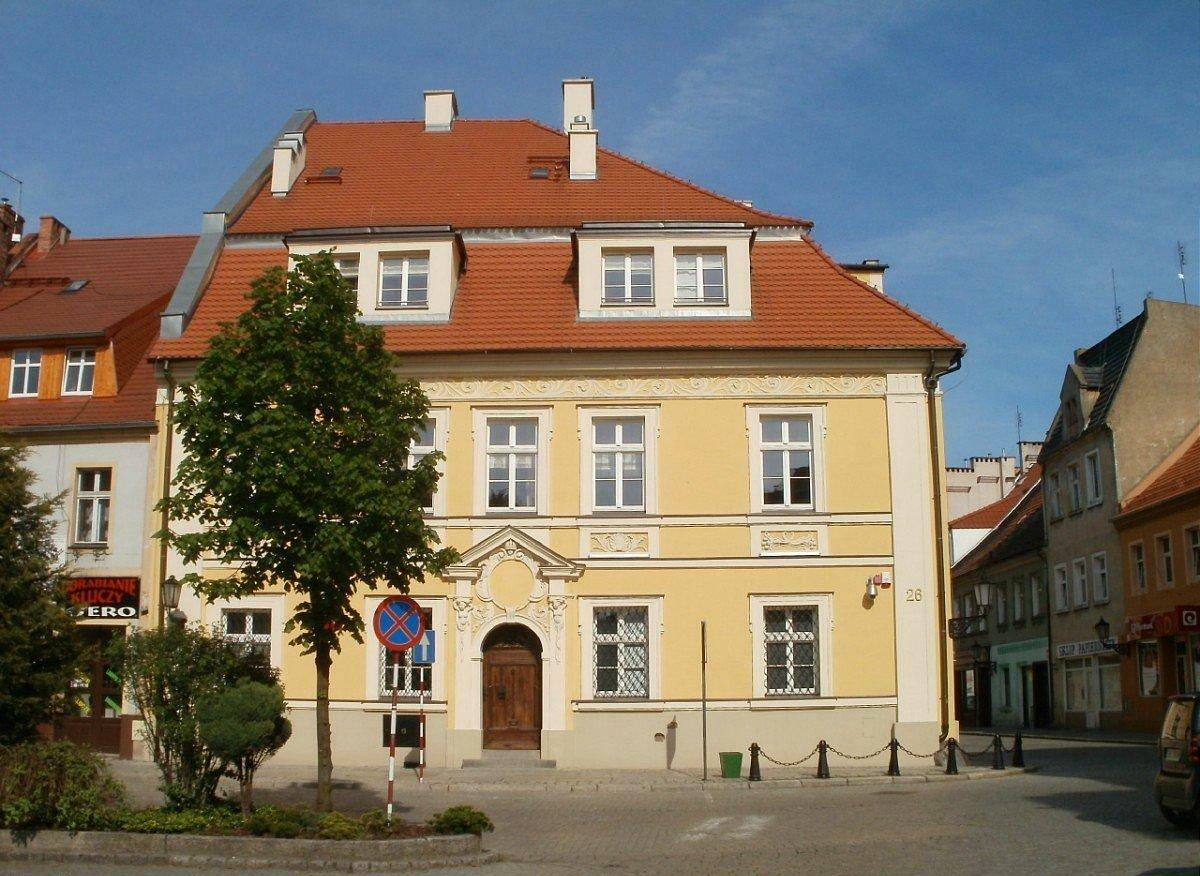
Здание суда
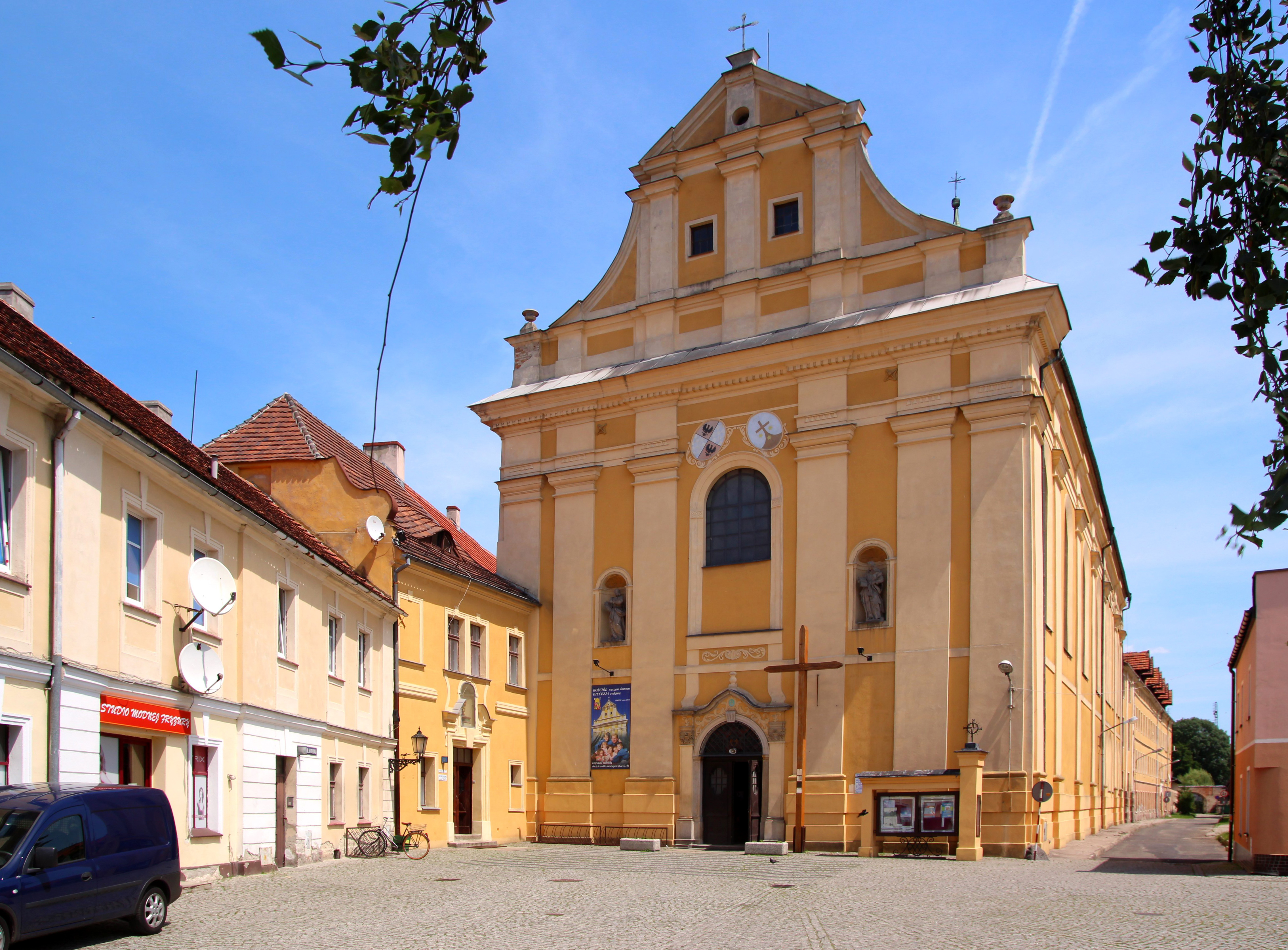
Церковь
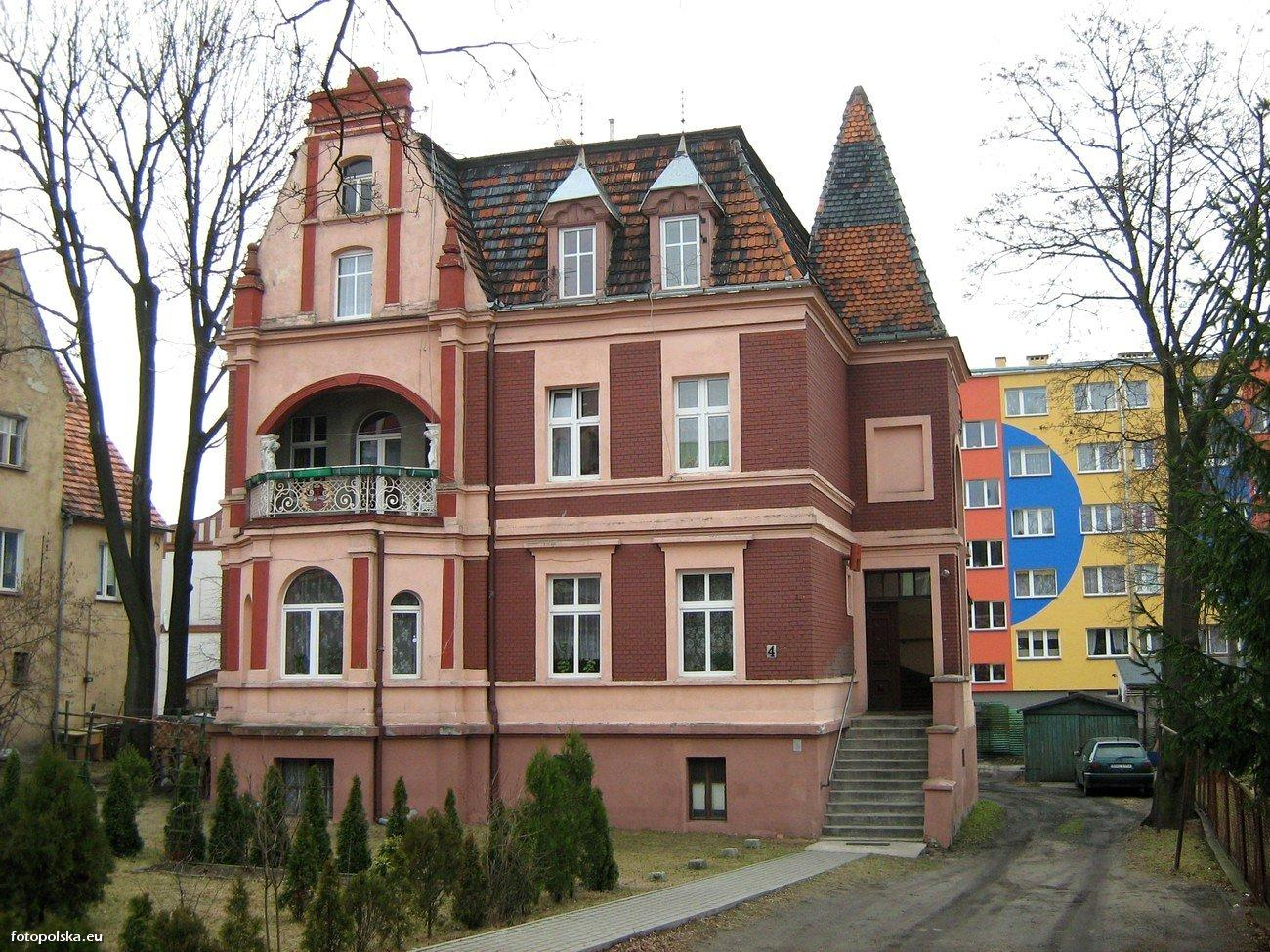
Старинный особняк